# Herbert (Nouvelle-Zélande)
Pour les articles homonymes, voir Herbert.
La petite ville de Herbert, autrefois appelée Otepopo, est une localité, située dans la région de North Otago (en), située dans le sud de l’Île du Sud de la Nouvelle-Zélande.

## Situation
Elle est localisée à 91 km au nord de la cité de Dunedin et à 22 km au sud-ouest de la ville d’Oamaru.
Elle est située dans l’angle de la forêt de Herbert.

## Activités économiques
La ville de Herbert est constituée d’un groupe de maisons et de 3 églises, disposées autour de la State Highway 1. 
Une station-service tient lieu aussi de bureau de poste. 
2 industries principales fonctionnent dans la ville d’Herbert; une industrie agricole avec une unité d’élevage de volailles, et une base d’hélicoptères forestiers. 
Entourant le village, se trouvent des pâturages ondulés et fertiles.
La ferme d’élevage de volailles nommée Craigs Poultry, fut finaliste pour le prix 2007 de l’Otago Ballance Farm Environment.

## Éducation
Sur un site faisant face au nord à 300 m au-delà de la ville, se trouve l’école Otepopo. 
C’est une école primaire accueillant les enfants allant de l’âge de 5 jusqu’à environ 13 ans. 
Au-delà, les enfants vont au collège à Oamaru pour la suite de leur éducation.
L’école Otepopo fut fermée en septembre 2010, du fait du déclin rapide de l’effectif de l’école, qui chuta à 4 élèves juste avant sa fermeture .

## Patrimoine
À quelque 5 kilomètres au sud de la ville de Herbert se trouve le village agricole de Waianakarua. 
Le vieux pont de pierre de Waianakarua est le plus vieux encore en usage dans le réseau des routes nationales de la Nouvelle-Zélande . 
Ce pont fut démonté pierre par pierre en 2004, et reconstruit 2 mètres plus large. 
En 2005, il fut rouvert à nouveau dans le cadre du réseau des routes nationales.
Le long de ce pont se trouve un exemple des premiers moulins à farine  et à 3 km en amont du pont se trouve un site historique d’un autre moulin, dont il ne reste que le barrage. 
Au niveau de la ville de Waianakarua, l’élément le plus connu est The Big Chicken, une volière de plusieurs mètres de haut, à côté de laquelle se trouve un Moeraki boulder (en) nommé "l'œuf".

## Personnalités notables
Le fils de Burt Munro, dépeint par Anthony Hopkins dans le film la moto indian la plus rapide du monde, réside à Waianakarua et a une moto Burt (maintenant fameuse) en sa possession.

## Loisirs
La chasse aux cochons et la pèche en mer et en rivière sont quelques-unes des activités disponibles au niveau de la ville d’Herbert et dans le district de Waianakarua.